# Fidesz-Unión Cívica Húngara
El Fidesz-Unión Cívica Húngara (en húngaro, Fidesz-Magyar Polgári Szövetség) es un partido político húngaro de ideología conservadora nacionalista y populista de derecha.  Con el paso del tiempo, el partido ha sido descrito cada vez más como de extrema derecha por diversas fuentes. Ha dominado la política húngara a nivel nacional y local desde su aplastante victoria en las elecciones nacionales de 2010 en una lista conjunta con el Partido Popular Demócrata Cristiano, asegurándole una mayoría parlamentaria que conservó en 2014 y nuevamente en 2018. Fidesz también goza de mayorías en las legislaturas de los condados (19 de 19), en 20 de 23 de los condados urbanos y en el ayuntamiento de Budapest. Viktor Orbán ha sido el líder del partido durante la mayor parte de su historia.

## Historia
El partido fue fundado en 1988, recibiendo el nombre de Fidesz (Fiatal Demokraták Szövetsége, «Alianza de Jóvenes Demócratas»), siendo originalmente una organización juvenil libertaria y anticomunista. Los fundadores fueron jóvenes demócratas, principalmente estudiantes, que habían organizado pequeños grupos clandestinos de oposición al régimen comunista, siendo perseguidos por ello. El movimiento llegó a convertirse en una fuerza relevante en la sociedad húngara, participando en el desarrollo del nuevo régimen democrático y siendo activo defensor de los derechos humanos. Inicialmente se exigía no ser mayor de 35 años de edad para pertenecer al partido, requisito que fue suprimido en el congreso de 1993. 
En 1989, Fidesz ganó el Premio Rafto. El movimiento de oposición juvenil húngaro fue encabezado por uno de sus dirigentes, el Dr. Péter Molnár, quien llegaría a ser miembro del Parlamento de Hungría. 
En las elecciones parlamentarias de 1990 Fidesz recibió el 8,95% de los votos. En 1992 se unió a la Internacional Liberal. En las elecciones de 1994 su apoyo disminuyó al 7,02%. Tras este decepcionante resultado, Fidesz cambió su posición política de liberal a conservador. En 1995 añadió a su nombre la denominación de Unión Cívica Húngara (Magyar Polgári Szövetség). El giro conservador provocó una grave división en el partido. El sector más izquierdista, encabezado por Péter Molnár, Gábor Fodor y Klára Ungár, decidió unirse a la Alianza de los Demócratas Libres.
En las elecciones parlamentarias de 1998, el partido obtuvo la victoria al alcanzar el 29,48% de los votos. Su líder, Viktor Orbán, fue designado primer ministro de Hungría, formando una coalición con el Foro Democrático de Hungría y el Partido de los Pequeños Propietarios. 
Fidesz perdió las elecciones parlamentarias húngaras de 2002 por un estrecho margen frente al Partido Socialista Húngaro: 41,07% frente al 42,05% de los socialistas. Obtuvo 169 asientos en la Asamblea Nacional de Hungría, de un total de 386. Tras esta derrota, el partido sufrió grandes pérdidas en las posteriores elecciones municipales de octubre. 
En la primavera de 2003, Fidesz adoptó su actual nombre: Fidesz-Unión Cívica Húngara. 
Fue el partido más votado en las elecciones al Parlamento Europeo de 2004, obteniendo el 47,4% de los votos y 12 eurodiputados.

### Época reciente

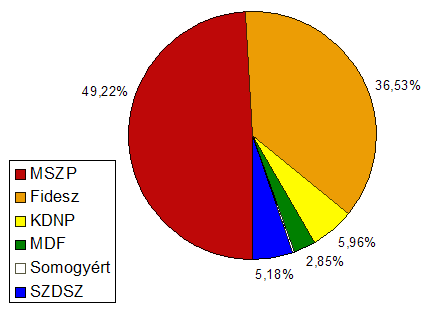
Porcentaje de escaños en el parlamento tras las elecciones del 2006.

Fidesz formó una alianza con el Partido Popular Demócrata Cristiano (KDNP) con vistas a las elecciones parlamentarias de Hungría de 2006. A pesar de obtener el 42,0% de los votos y 164 de los 386 miembros del Parlamento, fueron superados por una coalición formada entre los socialistas del MSZP y los liberales del SZDSZ. El 1 de octubre de 2006, Fidesz ganó las elecciones municipales, con lo que pudo contrarrestar parcialmente el poder de la coalición gobernante. Fidesz ganó 15 de las 23 alcaldías más importantes de Hungría, aunque perdió por poco la alcaldía de Budapest frente al Partido Liberal. También obtuvo mayoría en 18 de las 20 asambleas regionales.
En las elecciones del año 2010 el Fidesz, manteniendo su alianza con los democristianos, consiguió una victoria histórica. En la primera vuelta la coalición obtuvo el 52,77% de los votos de la lista y ganó en 119 de las 176 circunscripciones. En la segunda vuelta celebrada en las 57 circunscripciones donde no se había impuesto ningún candidato, ganó en 54 de ellas. En conjunto, la coalición obtuvo 263 de los 386 escaños.
La supermayoría que obtuvo Fidesz en la elección anterior le permitió modificar la Constitución de Hungría y redactar nuevas Leyes Electorales, entre ellas la reducción de escaños de la Asamblea, al pasar de 386 a 199 escaños y nuevas circunscripciones. En las elecciones de 2014 forma de nuevo una alianza con los democristianos, ganando 133 escaños, y aunque tuvo una reducción de votos en esta elección (consecuencia de la reforma electoral), sigue considerándose a Fidesz como el partido dominante de Hungría.
Fidesz ganó las elecciones parlamentarias a nivel nacional en abril de 2018 y obtuvo una tercera mayoría con 134 escaños (de 199) en la legislatura. Orbán y Fidesz hicieron campaña principalmente sobre los temas de la inmigración y la intromisión extranjera, y la elección fue vista como una victoria para el populismo de derecha en Europa.

## Ideología
La posición de Fidesz en el espectro político ha cambiado con el tiempo. En sus comienzos como movimiento estudiantil a fines de la década de 1980, el partido apoyó el liberalismo social y económico y la integración europea. A medida que el panorama político húngaro se cristalizó tras la caída del comunismo y las primeras elecciones libres, Fidesz comenzó a moverse hacia la derecha. Aunque Fidesz estaba en oposición al gobierno de coalición nacional conservador del Foro Democrático Húngaro de 1990 a 1994, para 1998 Fidesz era la fuerza política conservadora más prominente en Hungría.
Actualmente, Fidesz es considerado un partido nacionalconservador que favorece las políticas económicamente intervencionistas como el manejo de los bancos, y una fuerte postura conservadora en temas sociales y de integración europea. Fidesz ha adoptado una postura antiinmigración y una retórica acorde a eso. Recientemente, el partido ha sido descrito cada vez más como de extrema derecha por diversas fuentes.

## Eslóganes electorales
- 1990: Hallgass a szívedre, szavazz a Fideszre! (Si escuchas al corazón, elige por Fidesz!)[34]
- 1994: Ha unod a banánt, válaszd a narancsot! (Si te aburre la banana, elige la naranja!)
- 1998: Van választás, polgári Magyarország! (Hay alternativa, es la Hungría cívica)
- 2002: A jövő elkezdődött! (El futuro ya ha empezado!)
- 2006: Rosszabbul élünk, mint négy éve (Vivimos peor que hace cuatro años)
- 2010: Csak a Fidesz! (Solo el Fidesz!)
- 2014: Magyarország jobban teljesít! (Hungría funciona mejor!)
- 2018: Nekünk Magyarország az első! (Para nosotros Hungría es la primera!)

## Juventudes
La Sección Juvenil del Fidesz incluye a todos los miembros del partido de menos de 30 años. Fue fundada por el congreso de Fidesz y constituida en diciembre de 2005. Su presidente es Daniel Loppert. La Sección Juvenil de Fidesz es miembro de Estudiantes Demócratas Europeos (EDS) y miembro observador de la Unión de Juventudes Demócratas de Europa (DEMYC).

## Resultados electorales

### Asamblea Nacional
| Elecciones | Asamblea Nacional | Asamblea Nacional | Asamblea Nacional   | Asamblea Nacional   | Asamblea Nacional | Asamblea Nacional | Posición                 |
| Elecciones | # de votos lista  | % de votos lista  | # de votos distrito | % de votos distrito | # de de escaños   | +/–               | Posición                 |
| ---------- | ----------------- | ----------------- | ------------------- | ------------------- | ----------------- | ----------------- | ------------------------ |
| 1990       | 439.448           | 8,95% (#5)        | 235.611             | 4,75% (#6)          | 21/386            |                   | Oposición                |
| 1994       | 379.295           | 7,02% (#6)        | 416.143             | 7,70% (#5)          | 20/386            | 1                 | Oposición                |
| 1998       | 1.263.522         | 28,18 % (#2)      | 1.161.520           | 25,99 % (#2)        | 148/386           | 128               | Coalición con FKgP y MDF |
| 20021      | 2.306.763         | 41,07 % (#2)      | 2.217.755           | 39,43 % (#2)        | 164/386           | 16                | Oposición                |
| 20062      | 2.272.979         | 42,03 % (#2)      | 2.269.241           | 41,99 % (#2)        | 141/386           | 43                | Oposición                |
| 20102      | 2.706.292         | 52,73% (#1)       | 2.729.327           | 53,44% (#1)         | 263/386           | 86                | Mayoría absoluta         |
| 20142      | 2.264.486         | 44,87% (#1)       | 2.165.342           | 44,11% (#1)         | 133/199           | 130               | Mayoría absoluta         |
| 20182      | 2.824.206         | 49,27% (#1)       | 2.636.203           | 47,89% (#1)         | 133/199           | 0                 | Mayoría absoluta         |
| 20222      | 3.057.195         | 54,10 % (#1)      | 2.823.419           | 52,52 % (#1)        | 135/199           | 2                 | Mayoría absoluta         |

1 En lista conjunta con el Foro Democrático de Hungría (MDF)

2 En lista conjunta con el Partido Popular Demócrata Cristiano (KDNP)

### Parlamento Europeo
| Elecciones | # de votos | % de votos  | # de escaños | +/- | Notas  |
| ---------- | ---------- | ----------- | ------------ | --- | ------ |
| 2004       | 1.457.750  | 47,4 (#1)   | 12/24        |     | PPE-DE |
| 2009       | 1.632.309  | 56,36 (#1)  | 13/22        | 1   | PPE    |
| 2014       | 1.193.991  | 51,48 (#1)  | 11/21        | 2   | PPE    |
| 2019       | 1.824.220  | 52,56% (#1) | 12/21        | 1   | PPE    |
| 2024       | 2.048.211  | 44,82% (#1) | 10/21        | 2   | PoE    |